# Walter Tandazo
Walter Angello Tandazo Silva (Tumbes, Perú, 14 de junio de 2000) es un futbolista peruano. Juega como centrocampista y su equipo actual es Foot Ball Club Melgar de la Liga 1 de Perú.

## Trayectoria

### Alianza Lima
Walter Tandazo nació en la ciudad de Tumbes y desde niño perteneció a las divisiones menores de Alianza Lima, llegando a integrar el equipo de reservas. Perteneció al cuadro íntimo hasta el año 2018, cuando a mediados de año estuvo por firmar un contrato profesional con dicho club, sin embargo junto a su representante, Carlos Delgado, se negaron a firmar por una cláusula para dejarlo como jugador libre en caso llegase una oferta del extranjero por él.

### FBC Melgar
Ante su decisión de no firmar por Alianza Lima, terminó siendo fichado por Foot Ball Club Melgar, con quienes pasó a ser parte de su equipo de reservas.
El 23 de febrero de 2019, en el contexto de la fecha 2 del Torneo Apertura, haría su debut profesional con Melgar en el empate de visita por 1-1 ante Ayacucho FC, alineando como titular. En aquel mismo partido, realizaría su primera asistencia, al ejecutar un saque de esquina que concluyó en gol de cabeza de Janio Pósito. Aquella temporada disputó un total de 14 encuentros, siendo uno de ellos por Copa Sudamericana. Al año siguiente volvería a disputar 14 partidos.
En 2021, de la mano del entrenador Néstor Lorenzo comenzaría a tomar más relevancia dentro del equipo, llegando aquel año a disputar 29 partidos de 35 posibles. En 2022, lograría su primer título como profesional, al ganar el Torneo Apertura, mismo año donde junto a Melgar llegarían hasta las semifinales de la Copa Sudamericana. Disputaría 39 partidos en total.
El 17 de julio de 2023, lograría su primer gol como profesional, en la victoria de visitante 1-0 ante Deportivo Municipal, al rematar un balón suelto desde un poco más de 20 metros del arco. Fue uno de los futbolistas con más regularidad aquel año en el equipo rojinegro. A fin de temporada, sería convocado por primera vez a la selección de fútbol de Perú, para las fechas 5 y 6 de las clasificatorias para el Mundial 2026.

## Selección nacional
Fue sparring, junto a otros quince futbolistas de la categoría sub-20, de la selección peruana en la Copa del Mundo 2018. Además, fue parte de la categoría sub-20 de la selección que participó en el Campeonato Sudamericano de Fútbol Sub-20 de 2019, llegando a disputar los 4 partidos que la selección disputó, hasta su eliminación del torneo. A su vez, fue parte del equipo que ganó un cuadrangular internacional amistoso sub-20 disputado en Barquisimeto, Venezuela, donde disputaría 2 partidos, siendo expulsado en la segunda fecha ante Bolivia.
El 30 de octubre de 2023, sería preseleccionado por primera vez para la Selección de mayores, dentro de un grupo de 24 futbolistas de la Liga 1. Finalmente, el 13 de noviembre sería confirmado dentro de la lista final, junto a otros 14 futbolistas del torneo local, para afrontar las fechas 5 y 6 de las clasificatorias para el Mundial 2026, ante las selecciones de Bolivia y Venezuela, respectivamente. Sin embargo, no llegaría a debutar.

### Participación en Campeonatos Sudamericanos
| Torneo                      | Sede  | Resultado      | Partidos | Goles |
| --------------------------- | ----- | -------------- | -------- | ----- |
| Sudamericano Sub-20 de 2019 | Chile | Fase de grupos | 4        | 0     |

### Participaciones en Clasificatorias
| Clasificatorias                    | Selección | Resultado        | Partidos | Goles |
| ---------------------------------- | --------- | ---------------- | -------- | ----- |
| Clasificatorias Sudamericanas 2026 | Perú      | -- (Por definir) | 0        | 0     |

## Estadísticas

### Clubes
| Club | Div.          | Temporada     | Liga  | Liga  | Liga    | Copas nacionales(1) | Copas nacionales(1) | Copas nacionales(1) | Copas internacionales(2) | Copas internacionales(2) | Copas internacionales(2) | Total | Total | Total  |
| Club | Div.          | Temporada     | Part. | Goles | Asist.. | Part.               | Goles               | Asist.              | Part.                    | Goles                    | Asist.                   | Part. | Goles | Asist. |
| --- | ------------- | ------------- | ----- | ----- | ------- | ------------------- | ------------------- | ------------------- | ------------------------ | ------------------------ | ------------------------ | ----- | ----- | ------ |
| F. B. C. Melgar · Perú | 1.ª           | 2019          | 11    | 0     | 3       | 2                   | 0                   | 0                   | 1                        | 0                        | 0                        | 14    | 0     | 3      |
| F. B. C. Melgar · Perú | 1.ª           | 2020          | 12    | 0     | 0       | —                   | —                   | —                   | 2                        | 0                        | 0                        | 14    | 0     | 0      |
| F. B. C. Melgar · Perú | 1.ª           | 2021          | 21    | 0     | 1       | 1                   | 0                   | 0                   | 7                        | 0                        | 1                        | 29    | 0     | 2      |
| F. B. C. Melgar · Perú | 1.ª           | 2022          | 30    | 0     | 1       | —                   | —                   | —                   | 9                        | 0                        | 0                        | 39    | 0     | 1      |
| F. B. C. Melgar · Perú | 1.ª           | 2023          | 33    | 1     | 0       | —                   | —                   | —                   | 4                        | 0                        | 0                        | 37    | 1     | 0      |
| F. B. C. Melgar · Perú | 1.ª           | 2024          | 29    | 0     | 1       | —                   | —                   | —                   | 1                        | 0                        | 0                        | 30    | 0     | 1      |
| F. B. C. Melgar · Perú | 1.ª           | 2025          | 14    | 0     | 0       | —                   | —                   | —                   | 10                       | 0                        | 1                        | 24    | 0     | 1      |
| F. B. C. Melgar · Perú | Total club    | Total club    | 150   | 1     | 6       | 3                   | 0                   | 0                   | 34                       | 0                        | 2                        | 187   | 1     | 8      |
| Total carrera | Total carrera | Total carrera | 150   | 1     | 6       | 3                   | 0                   | 0                   | 34                       | 0                        | 2                        | 187   | 1     | 8      |
| (1)Incluye datos de la Copa Bicentenario (2019, 2021). (2)Incluye datos de la Copa Sudamericana (2019, 2020, 2021, 2022, 2025) y la Copa Libertadores (2023, 2024, 2025). |               |               |       |       |         |                     |                     |                     |                          |                          |                          |       |       |        |

### Selecciones
| Selección                                                                  | Temporada     | Amistosos(1) | Amistosos(1) | Amistosos(1) | Sudamérica | Sudamérica | Sudamérica | Mundial | Mundial | Mundial | Total | Total | Total  |
| Selección                                                                  | Temporada     | Part.        | Goles        | Asist.       | Part.      | Goles      | Asist.     | Part.   | Goles   | Asist.  | Part. | Goles | Asist. |
| -------------------------------------------------------------------------- | ------------- | ------------ | ------------ | ------------ | ---------- | ---------- | ---------- | ------- | ------- | ------- | ----- | ----- | ------ |
| Sub-20 · Perú                                                              | 2018          | 2            | 0            | 0            | —          | —          | —          | —       | —       | —       | 2     | 0     | 0      |
| Sub-20 · Perú                                                              | 2019          | —            | —            | —            | 4          | 0          | 0          | —       | —       | —       | 4     | 0     | 0      |
| Sub-20 · Perú                                                              | Total         | 2            | 0            | 0            | 4          | 0          | 0          | 0       | 0       | 0       | 6     | 0     | 0      |
| Absoluta · Perú                                                            | 2023          | —            | —            | —            | 0          | 0          | 0          | —       | —       | —       | 0     | 0     | 0      |
| Absoluta · Perú                                                            | Total         | 0            | 0            | 0            | 0          | 0          | 0          | 0       | 0       | 0       | 0     | 0     | 0      |
| Total carrera                                                              | Total carrera | 2            | 0            | 0            | 4          | 0          | 0          | 0       | 0       | 0       | 6     | 0     | 0      |
| (1) Incluye los partidos del Cuadrangular Internacional Sub-20 - Lara 2018 |               |              |              |              |            |            |            |         |         |         |       |       |        |

## Palmarés

### Torneos nacionales
| Título          | Club            | País | Año  |
| --------------- | --------------- | ---- | ---- |
| Torneo Apertura | F. B. C. Melgar | Perú | 2022 |

## Vida personal
El 17 de agosto de 2022 contrajo matrimonio civil con Nicole Rosas, con quien tiene una hija llamada Irina.